# Örkaggen
Örkaggen är en sjö i Askersunds kommun i Närke och ingår i Motala ströms huvudavrinningsområde. Sjön har en area på 2,36 kvadratkilometer och ligger 131,1 meter över havet. Sjön avvattnas av vattendraget Dohnaforsån. Vid provfiske har abborre, gers och mört fångats i sjön.

## Delavrinningsområde
Örkaggen ingår i det delavrinningsområde (652682-143629) som SMHI kallar för Utloppet av Örkaggen. Medelhöjden är 143 meter över havet och ytan är 12,71 kvadratkilometer. Det finns inga avrinningsområden uppströms utan avrinningsområdet är högsta punkten. Dohnaforsån som avvattnar avrinningsområdet har biflödesordning 3, vilket innebär att vattnet flödar genom totalt 3 vattendrag innan det når havet efter 174 kilometer. Avrinningsområdet består mestadels av skog (68 procent). Avrinningsområdet har 2,5 kvadratkilometer vattenytor vilket ger det en sjöprocent på 19,7 procent.